# Orden vom Stiefel
Der Orden vom Stiefel (italienisch Ordine della Calza; auch Compagia della Calza; Compagia del floridi ‚Gesellschaft vom Beinling; Blumengesellschaft‘) wurde 1332 als Adelsgesellschaft in der Republik Venedig gegründet. Er erlosch zunächst 1380 und wurde 1532 erneuert. Sein Zweck war die Veranstaltung von Spektakeln während des venezianischen Karnevals.
Die Aufnahmegebühr betrug 50 Dukaten. Vorgeschrieben waren das Tragen von besonderer Kleidung, insbesondere von roten, violett und grau gestreiften Beinkleidern über einen Zeitraum von 20 Tagen bei Strafandrohung wegen Verstoßes von 100 Dukaten. Der offizielle Zweck des Ordens bestand im Vergnügen, der eigentliche ist unbekannt.